# 萧光夏
萧光夏（1929年—），男，福建福州人，中国烧伤外科专家，曾任中国人民解放军第三军医大学教授、博士生导师。